# دادگاه‌های ۱۹۲۰-۱۹۱۹ استانبول

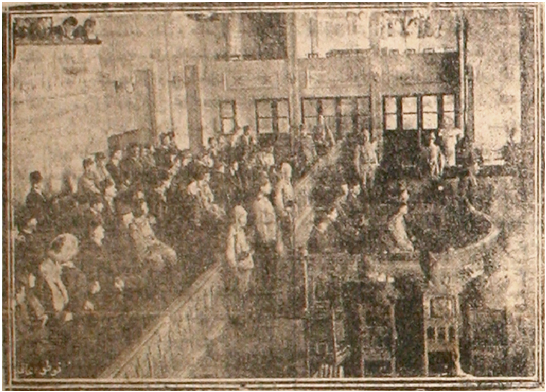
جلسه دادگاه‌های نظامی ترکیه در سال‌های ۲۰–۱۹۱۹. رهبران حزب اتحاد و ترقی، انور، جمال، طلعت و دیگران، در نهایت به اتهام سودجویی در زمان جنگ و قتل‌عام ارامنه و یونانیان به اعدام محکوم شدند.

محاکمه‌های استانبول در سال‌های ۱۹۱۹–۱۹۲۰، دادگاه‌های نظامی امپراتوری عثمانی بود که بلافاصله پس از متارکه مودروس، پس از جنگ جهانی اول اتفاق افتاد.
دولت توفیق پاشا تصمیم گرفت، بدون انتظار برای دادگاه بین‌المللی، جنایات مقامات عثمانی را که عمدتاً علیه مردم ارمنی بودند، در دادگاه‌های ملی تحت پیگرد قرار دهد. در ۲۳ نوامبر ۱۹۱۸، سلطان محمد ششم یک کمیته تحقیق دولتی ایجاد و حسن مظهر بیگ را به ریاست آن منصوب کرد. تشکیل دادگاه نظامی برای رسیدگی به جنایات ترکان جوان در ادامه کار کمیسیون مظهر بود و سلطان در ۱۶ دسامبر ۱۹۱۸ رسماً چنین دادگاه‌هایی را تأسیس کرد. سه دادگاه نظامی و ده دادگاه استانی ایجاد شد. دادگاه‌ها پس ازمصطفی «نمرود» پاشا یمولکی به «دادگاه نمرود» معروف شدند.
رهبری حزب اتحادیه و ترقی (CUP) و مقامات منتخب سابق به اتهامات متعددی از جمله براندازی قانون اساسی، سودجویی در زمان جنگ و قتل‌عام ارامنه و یونانیان متهم شدند. دادگاه به حکم داد که سازمان‌دهندگان قتل‌عام - طلعت، انور و جمال - و دیگران را به اعدام محکوم شوند. تمام کسانی که به اعدام محکوم شده بودند قبل از اعدام فتوایی از شیخ‌الاسلام به نام محمد ششم برای اعدام دریافت کردند، زیرا قانون تصریح می‌کرد که بدون فتوای سلطان خلیفه نمی‌توان یک مسلمان را اعدام کرد.
این محاکمه‌ها و فتواها همچنین به عنوان وسیله‌ای برای محمد ششم برای بیان نارضایتی خود از متهمان و مشروعیت دادن به موضع خود، در رابطه با وضعیت داخلی خود با مسلمانان در امپراتوری، در مقابل قدرت‌های غربی که در جنگ جهانی اول پیروز شدند، و به سیاستمداران ضد حکومت مطلقه بود.
از آنجا که هیچ قانون بین‌المللی وجود نداشت که تحت آن امکان محاکمه این افراد وجود داشته باشد، سازماندهان این کشتارها از تعقیب فرار کردند و به‌طور نسبتاً آزاد در سراسر آلمان، ایتالیا و آسیا مرکزی سفر کردند. این امر منجر به راه‌اندازی عملیات نمسیس توسط حزب داشناک شد، عملیات مخفیانه‌ای که توسط ارمنی‌ها انجام شد که در آن شخصیت‌های سیاسی و نظامی عثمانی که از تعقیب فرار کردند به خاطر نقش خود در نسل‌کشی ارمنی‌ها ترور شدند.
دادگاه‌های نظامی ترکیه در جریان تجدید حیات جنبش ملی ترکیه در زمان مصطفی کمال مجبور به تعطیلی شدند. کسانی که در گذراندن دوران محکومیت خود باقی مانده بودند، در نهایت تحت حکومت تازه تأسیس کمالیستی در ۳۱ مارس ۱۹۲۳ مورد عفو قرار گرفتند.